# The Get Weird Tour
Il Get Weird Tour è il primo tour mondiale (e terzo tour) del gruppo britannico Little Mix, atto a promuovere l'omonimo album pubblicato nel 2015.
Il tour ha avuto un grande successo. Ha incassato 24,5 milioni e ha venduto più di 500,000 biglietti, diventando quindi, il quinto tour più grande da parte di una Girl band.

## Scaletta
1. Grown (contiene elementi di Drop It like It's Hot e Bang Bang)
2. Hair
3. Change Your Life
4. A.D.I.D.A.S.
5. Wings
6. Lighting
7. DNA
8. Secret Love Song
9. OMG
10. Apace (Jumpo On It) / Crazy in Love / Fester Skank / Ring the Alarm (contiene elementi di Where Are Ü Now)
11. Salute
12. Little Me (contiene elementi di Lightning)
13. Move
14. How Ya Doin'? (contiene elementi di Hotline Bling)
15. I Won't
16. Love Me Like You
17. Weird People
18. The End
19. Black Magic

## Date
| Data           | Città         | Stato       | Luogo                            | Biglietti venduti / Biglietti disponibili | Incasso                       |        |
| Europa         | Europa        | Europa      | Europa                           | Europa                                    | Europa                        | Europa |
| -------------- | ------------- | ----------- | -------------------------------- | ----------------------------------------- | ----------------------------- | ------ |
| 13 marzo 2016  | Cardiff       | Regno Unito | Motorpoint Arena                 | 6.344 / 9.866                             | $520.647                      |        |
| 14 marzo 2016  | Brighton      | Regno Unito | Brighton Centre                  | —                                         | —                             |        |
| 15 marzo 2016  | Bournemouth   | Regno Unito | Bournemouth International Centre | —                                         | —                             |        |
| 17 marzo 2016  | Newcastle     | Regno Unito | Metro Radio Arena                | 28.289 / 29.124                           | $1.456.597                    |        |
| 18 March 2016  | Birmingham    | Regno Unito | Genting Arena                    | 12.229 / 13.819                           | $627.503                      |        |
| 19 marzo 2016  | Glasgow       | Regno Unito | The SSE Hydro                    | 21.700 / 21.700                           | $1.053.430                    |        |
| 22 marzo 2016  | Liverpool     | Regno Unito | Echo Arena                       | 29,.482 / 31.997                          | $1.512.194                    |        |
| 23 marzo 2016  | Nottingham    | Regno Unito | Motorpoint Arena Nottingham      | 15.685 / 18.479                           | $811.104                      |        |
| 24 marzo 2016  | Manchester    | Regno Unito | M.E.N. Arena                     | 28.403 / 28.403                           | $1.394.470                    |        |
| 26 marzo 2016  | Leeds         | Regno Unito | First Direct Arena               | 11.491 / 11.491                           | $520.189                      |        |
| 27 marzo 2016  | Londra        | Regno Unito | The O2 Arena                     | 19.000 / 20.000                           | $1.621.100                    |        |
| 28 marzo 2016  | Cardiff       | Regno Unito | Motorpoint Arena                 | conteggiati con le altre date             | conteggiati con le altre date |        |
| 30 marzo 2016  | Dublino       | Irlanda     | 3Arena                           | 17.709 / 18.265                           | $864.134                      |        |
| 2 aprile 2016  | Sheffield     | Regno Unito | Sheffield Arena                  | 24.380 / 25.577                           | $1.234.548                    |        |
| 3 aprile 2016  | Birmingham    | Regno Unito | Genting Arena                    | 25.099 / 27.758                           | $1.265.772                    |        |
| 5 aprile 2016  | Glasgow       | Regno Unito | The SSE Hydro                    | 11.068 / 11.068                           | $527.738                      |        |
| 7 aprile 2016  | Manchester    | Regno Unito | M.E.N. Arena                     | conteggiati con le altre date             | conteggiati con le altre date |        |
| 8 aprile 2016  | Nottingham    | Regno Unito | Motorpoint Arena Nottingham      | conteggiati con le altre date             | conteggiati con le altre date |        |
| 9 aprile 2016  | Newcastle     | Regno Unito | Metro Radio Arena                | conteggiati con le altre date             | conteggiati con le altre date |        |
| 11 aprile 2016 | Aberdeen      | Regno Unito | Oil & Gas Arena                  | 8.920 / 9.560                             | $493.502                      |        |
| 12 aprile 2016 | Aberdeen      | Regno Unito | Oil & Gas Arena                  | 8.920 / 9.560                             | $493.502                      |        |
| 14 aprile 2016 | Liverpool     | Regno Unito | Echo Arena                       | conteggiati con le altre date             | conteggiati con le altre date |        |
| 15 aprile 2016 | Leeds         | Regno Unito | First Direct Arena               | 11.578 / 11.578                           | $571.018                      |        |
| 16 aprile 2016 | Newcastle     | Regno Unito | Metro Radio Arena                | conteggiati con le altre date             | conteggiati con le altre date |        |
| 18 aprile 2016 | Dublino       | Irlanda     | 3Arena                           | conteggiati con le altre date             | conteggiati con le altre date |        |
| 19 aprile 2016 | Belfast       | Regno Unito | SSE Odyssey Arena                | 17.952 / 17.952                           | $799.511                      |        |
| 21 aprile 2016 | Liverpool     | Regno Unito | Echo Arena                       | conteggiati con le altre date             | conteggiati con le altre date |        |
| 22 aprile 2016 | Londra        | Regno Unito | Wembley Arena                    | 10.554 / 12.434                           | $578.370                      |        |
| 23 aprile 2016 | Sheffield     | Regno Unito | Sheffield Arena                  | conteggiati con le altre date             | conteggiati con le altre date |        |
| Oceania        |               |             |                                  |                                           |                               |        |
| 12 maggio 2016 | Brisbane      | Australia   | Brisbane Entertainment Centre    | 4.811 / 4.923                             | $184.536                      |        |
| 13 maggio 2016 | Sydney        | Australia   | Qudos Bank Arena                 | 5.766 / 7.400                             | $313.929                      |        |
| 14 maggio 2016 | Melbourne     | Australia   | Margaret Court Arena             | 7.500 / 7.500                             | —                             |        |
| Asia           |               |             |                                  |                                           |                               |        |
| 16 maggio 2016 | Tokyo         | Giappone    | Akasaka Blitz                    | 1.400 / 1.400                             | $102.545                      |        |
| 17 maggio 2016 | Osaka         | Giappone    | Amerikamura                      | 800 / 800                                 | $58.597                       |        |
| 18 maggio 2016 | Nagoya        | Giappone    | Diamond Hall                     | 800 / 800                                 | $55.887                       |        |
| 20 maggio 2016 | Manila        | Filippine   | Kia Theatre                      | 2.301 / 2.301                             | $202.649                      |        |
| 21 maggio 2016 | Kuala Lumpur  | Malaysia    | KL Live at Life Centre           | 3.000 / 3.000                             | $202.649                      |        |
| 23 maggio 2016 | Singapore     | Singapore   | Star Theatre                     | 3.715 / 3.715                             | $241.475                      |        |
| Europa         |               |             |                                  |                                           |                               |        |
| 12 giugno 2016 | Stoccolma     | Svezia      | Gröna Lund Tivoli                | 5.500 / 5.500                             | $88.000                       |        |
| 13 giugno 2016 | Oslo          | Norvegia    | Sentrum Scene                    | 1.400 / 2.030                             | $58.689                       |        |
| 14 giugno 2016 | Copenaghen    | Danimarca   | Falkoner Centre                  | 2.400 / 3.000                             | $71.306                       |        |
| 16 giugno 2016 | Amsterdam     | Paesi Bassi | Heineken Music Hall              | —                                         | —                             |        |
| 17 giugno 2016 | Anversa       | Belgio      | Trix                             | 1.100 / 1.100                             | $39.645                       |        |
| 19 giugno 2016 | Colonia       | Germania    | Palladium                        | 4.420 / 4.420                             | $149.770                      |        |
| 20 giugno 2016 | Milano        | Italia      | Assago Summer Arena              | 5.000 / 5.000                             | $141.209                      |        |
| 21 giugno 2016 | Zurigo        | Svizzera    | Volkshaus                        | 1.850 / 1.850                             | $103.337                      |        |
| 23 giugno 2016 | Parigi        | Francia     | Le Grand Rex                     | 2.702 / 2.702                             | $106.134                      |        |
| 24 giugno 2016 | Barcellona    | Spagna      | Razzmatazz                       | 2.000 / 2.000                             | $69.022                       |        |
| 25 giugno 2016 | Madrid        | Spagna      | La Rivera                        | 1.800 / 1.800                             | $58.821                       |        |
| 2 luglio 2016  | Belfast       | Regno Unito | SSE Odyssey Arena                | 17.952 / 17.952                           | $799.511                      |        |
| 3 luglio 2016  | Cork          | Irlanda     | The Marquee                      | —                                         | —                             |        |
| 4 luglio 2016  | Cork          | Irlanda     | The Marquee                      | —                                         | —                             |        |
| 20 agosto 2016 | Essex         | Regno Unito | Hylands Park                     | —                                         | —                             |        |
| 21 agosto 2016 | Staffordshire | Regno Unito | Weston Park                      | —                                         | —                             |        |
| 27 agosto 2016 | Newmarket     | Regno Unito | Newmarket Racecourse             | 18.730 / 18.730                           | $798.980                      |        |
| Totale         | Totale        | Totale      | Totale                           | 398.120 / 416.994 (95%)                   | $19.698.518                   |        |